# کریس آیزاک
کریستوفر ژوزف «کریس» آیزاک (به انگلیسی: Christopher Joseph "Chris" Isaak) زاده ۱۹۵۶ استاکتون در کالیفرنیا، خواننده و گیتاریست چیره‌دست آمریکایی‌ست که از وی به عنوان احیاگر سبک راکابیلی یاد می‌شود.
ایزاک با چهار دهه فعالیت حرفه‌ای، در مجموع ۱۳ آلبوم استودیویی منتشر کرده، تورهای گسترده ای را با گروه خود Silvertone انجام داده و در جوایز متعددی نامزد بوده است. صدا و تصویر او اغلب با روی اوربیسون، الویس پریسلی، ریکی نلسون و دوان ادی مقایسه می‌شود.
آیزاک ارتباط نزدیکی با کارگردان مشهور، دیوید لینچ، دارد و آثار او در فیلم‌های لینچ بارها استفاده شده است. وی همچنین سابقه بازی در نقش‌های فرعی در فیلم‌هایی چون سکوت بره‌ها و بودای کوچک را در کارنامه خود دارد. از سوابق تلویزیونی آیزاک می‌توان به برنامه The Chris Isaak Show و تاک شوی The Chris Isaak Hour اشاره کرد.

## فیلم شناسی
- هم‌پیمان با ازدحام (۱۹۸۸)
- سکوت بره‌ها (۱۹۹۱)
- توئین پیکس: با من بر آتش برو (۱۹۹۲)
- بودای کوچک (۱۹۹۳)
- آن کاری که می‌کنی! (۱۹۹۶)
- رحمت قلب من (۱۹۹۶)
- دوستان (مجموعه تلویزیونی) (۱۹۹۶)
- خبرچینان (۲۰۰۸)
- کونان (تاک شو) (۲۰۱۲)
- وقت ماجراجویی (۲۰۱۵)